# Stellaria schugnanica
Stellaria schugnanica är en nejlikväxtart som beskrevs av Boris Konstantinovich Schischkin. Stellaria schugnanica ingår i släktet stjärnblommor, och familjen nejlikväxter. Inga underarter finns listade i Catalogue of Life.